# Castelnuovo Belbo
Castelnuovo Belbo ist eine Gemeinde in der italienischen Provinz Asti (AT), Region Piemont.

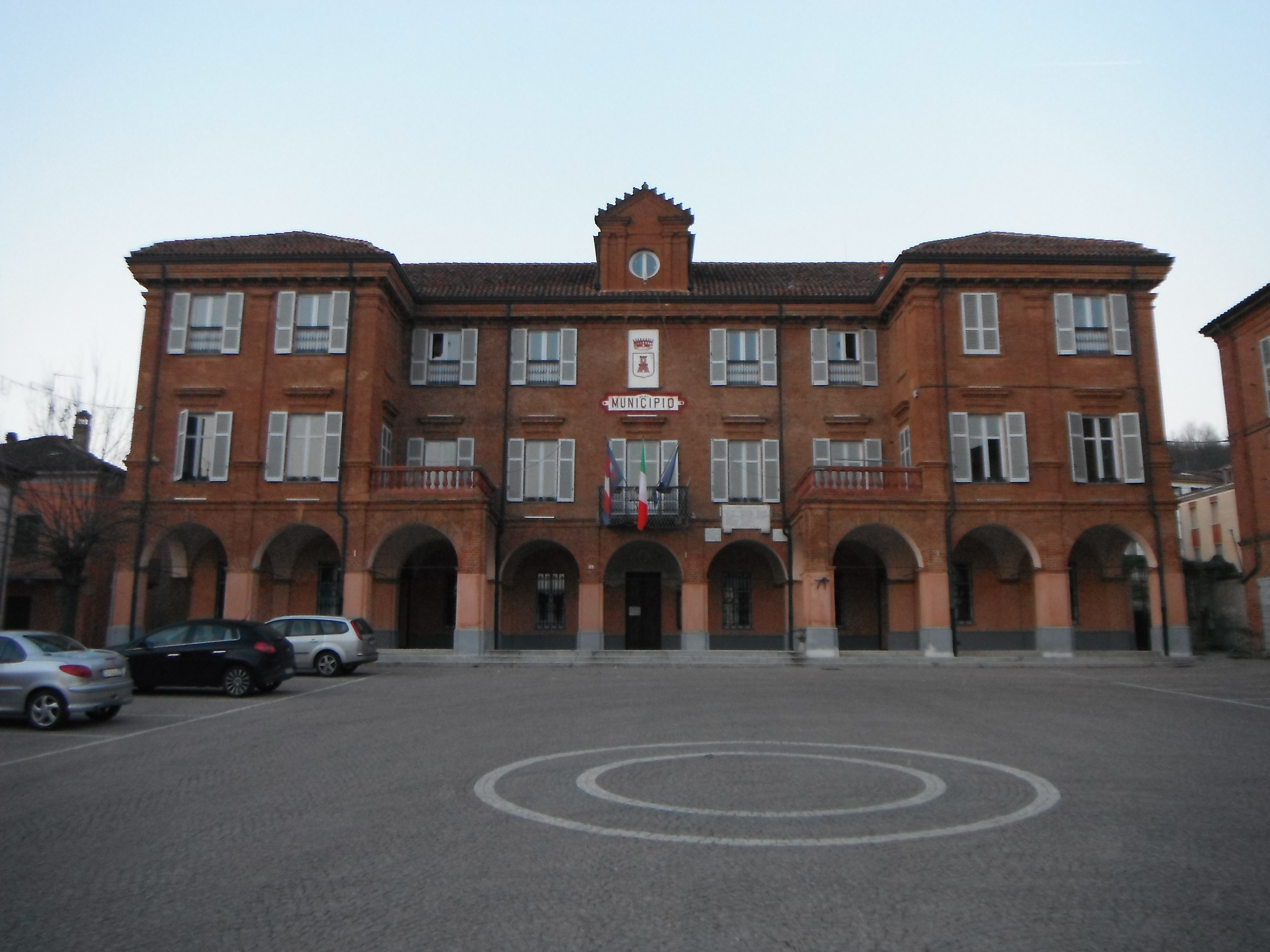
Rathaus von Castelnuovo Belbo

## Lage und Einwohner
Castelnuovo Belbo liegt rund 30 km südlich von der Provinzhauptstadt Asti entfernt. Der Ort liegt am Unterlauf des Belbo (Flusssystem Tanaro/Po) auf etwa 122 m Meereshöhe. Das Gemeindegebiet umfasst eine Fläche von 9 km² und hat 824 Einwohner (Stand 31. Dezember 2023).
Die Nachbargemeinden sind Bergamasco, Bruno, Incisa Scapaccino, Mombaruzzo und Nizza Monferrato.

## Kulinarische Spezialitäten
Die Muskateller-Rebe für den Asti Spumante, einen süßen DOCG-Schaumwein mit geringem Alkoholgehalt sowie für den Stillwein Moscato d’Asti wird unter anderem in Castelnuovo Belbo angebaut. Die Reben der Sorte Barbera für den Barbera d’Asti, einen Rotwein mit DOCG-Status werden hier ebenfalls angebaut.